# Học thuyết Brezhnev

Khối phía Đông

Học thuyết Brezhnev là một chính sách đối ngoại của Liên Xô, nói về việc giới hạn quyền chủ quyết tại các nước xã hội chủ nghĩa và quyền can thiệp, nếu trong những nước này hệ thống chính trị xã hội chủ nghĩa bị đe dọa. Học thuyết này được nêu ra rõ ràng lần đầu tiên bởi S. Kovalev trong một bài viết đăng ngày 26 tháng 9 1968 trên báo Pravda, Với tựa là "Chủ quyền và nghĩa vụ quốc tế của các nước xã hội chủ nghĩa." Học thuyết này đã được Tổng bí thư Đảng Cộng sản Liên Xô Leonid Brezhnev lập lại vào ngày 13 tháng 11 năm 1968 tại Đại hội Đảng thứ năm của Đảng Công nhân Thống nhất Ba Lan:
| “ | Khi những thế lực thù nghịch với chủ nghĩa xã hội tìm cách chuyển đổi sự phát triển của các nước xã hội chủ nghĩa về hướng tư bản chủ nghĩa, nó không chỉ là vấn đề của các nước đó, nó là một vấn đề chung và liên quan tới tất cả các nước xã hội chủ nghĩa | ” |

Học thuyết này được tuyên bố để bào chữa chuyện trong quá khứ, việc Khối Warszawa tấn công Tiệp Khắc vào tháng 8 năm 1968 mà đã kết thúc Mùa xuân Praha, cũng như những can thiệp trước đó bởi quân đội Liên Xô, ví dụ như Cuộc nổi dậy Hungary năm 1956. Những cuộc can thiệp này có mục đích là để đập tan những nỗ lực tự do hóa và những cuộc nổi dậy mà có thể làm hại đến quyền bá chủ của Liên Xô trong khối phía Đông.
Trên thực tế, chính sách này có nghĩa là nó cho phép giới hạn sự độc lập của các Đảng Cộng sản tại các nước vệ tinh của Liên Xô. Nó có nghĩa, không có nước nào được phép rời Khối Warszawa hay cản trở sự độc quyền của Đảng Cộng sản lãnh đạo. Học thuyết này ngầm cho thấy quyền lãnh đạo của Liên Xô, chỉ có nó có quyền định nghĩa thế nào là "chủ nghĩa xã hội" và thế nào là "chủ nghĩa tư bản".
Theo sau lời tuyên bố của Liên Xô, một loạt các hiệp định được ký kết giữa Liên Xô và các nước vệ tinh để xác nhận lại những điểm này và bảo đảm những quan hệ đôi bên. Những nguyên tắc này được diễn rộng đến nỗi Liên Xô dùng nó để biện minh cho sự can thiệp quân sự của họ vào nước không thuộc Khối Warszawa như cuộc Chiến tranh Afghanistan (1978–1992). Học thuyết Brezhnev có hiệu lực cho tới khi nó chấm dứt qua phản ứng của Liên Xô trong cuộc khủng hoảng Ba Lan 1980-81, và sau đó việc Mikhail Gorbachev không muốn dùng võ lực để can thiệp, khi Ba Lan cho bầu cử tự do và dân chủ tại 1989 và Công đoàn Đoàn kết đã đánh bại đảng Cộng sản.
Nó được thay thế với một cái tên khôi hài học thuyết Sinatra vào tháng 10 năm 1989, được tuyên bố bởi phát ngôn viên bộ Ngoại giao Liên Xô Gennadi Gerasimov tại Phần Lan, ám chỉ bài hát của Frank Sinatra "My Way", với ý là các quốc gia thuộc Khối Warszawa (có nhắc tên Ba Lan và Hungary), bây giờ có thể tự cải tổ nội bộ, khỏi phải sợ là sẽ bị nước ngoài nhảy vào can thiệp.
| “                    | You know the Frank Sinatra song, I Did It My Way? Poland and Hungary are now doing it their way. I think the ‚Brezhnev Doctrine‘ is dead. | ” |
| — Gennadi Gerassimow | |   |